# Valley Falls (Kansas)
Pour les articles homonymes, voir Valley Falls.
La ville de Valley Falls est située dans le comté de Jefferson, dans l’État du Kansas, aux États-Unis. Sa population s’élevait à 1 192 habitants lors du recensement de 2010, estimée à 1 149 habitants en 2016, ce qui en fait la ville la plus peuplée du comté.

## Source
- (en) Cet article est partiellement ou en totalité issu de l’article de Wikipédia en anglais intitulé « Valley Falls, Kansas » (voir la liste des auteurs).